# ميشيل حداد
ميشيل إسكندر حدّاد (1919 - 1996) شاعر وصحفي فلسطيني إسرائيلي. ولد في مدينة الناصرة. حصل على‌ شهادة الصحافة من القاهرة سنة 1947، والزمالة الأدبية من جامعة آيوا 1984. عمل معلمًا لأربعين عامًا، كما عمل في الصحافة والرياضة، وحاز على‌ رخصة حكم في كرة القدم. أصدر مجلة «المجتمع» 1954، وساهم في تأسيس الرابطة الأدبية 1955، وترأس مجلة «الشرق» الأدبية بين 1985 حتى‌ 1990. له دواوين شعرية عديدة ويعد من رواد حركة الشعر العربي الحديث في فلسطين. 

## سيرته
ولد ميشيل إسكندر حدّاد سنة 1919 في مدينة الناصرة ونشأ بها. حصل على شهادة الصحافة من جامعة القاهرة سنة 1947، ثم الزمالة الأدبية من جامعة آيوا سنة 1984.

عمل معلمًا من 1937 حتى تقاعده في 1978. عمل بالصحافة وقد أصدر مجلة «المجتمع» سنة 1954، ورأس تحرير مجلة «الشرق» الأدبية من  1985 حتى 1990. 

عمل أيضًا في الرياضة، وقد حاز على رخصة حكم كرة القدم في مطلع حياته المهنية من الاتحاد الفلسطيني لكرة القدم. وساهم في تأسيس الرابطة الأدبية سنة 1955، وشارك في العديد من المهرجانات الشعرية والموسيقية. 
توفي ميشيل حداد في سنة 1996 أو يقال 1999. 

## جوائزه
حصل خلال مهنته الأدبية على عدة‌ جوائز، منها:
- 1983: جائزة الابداع.
- 1984: جائزة برنامج الكتابة العالمي.
- 1990: جائزة وزارة المعارف.

## مؤلفاته
من دواوينه الشعرية:
- «الدرج المؤدّي إلى‌ أغوارنا»، 1969.
- «اقتراب الساعات والأميال»، 1972.
- «ألف ليلةٍ عصريّة»، 1973.
- «أن تسأل»، 1975.
- «هما أنذا أيّها السيّد»، 1978.
- «إلى‌ أين أيّها الفرح»، 1979.
- «أرصفة الحريّة»، 1984.
- «في الناحية الأخرى‌»، 1985.
- «ملء الصمت»، 1987.
- «القوارير»، 1991.

ومن كتبه:
- «من ذكرياتي ».
- «شاعر في مرآة النقد».
- «ألوان من الشعر العربي في إسرائيل»، بالاشتراك مع جمال قعوار.
- «ظلام ونور»، مسرحية بالاشتراك.